# Zurabi Iakobiszwili
Zurabi Iakobiszwili (gruz. ზურაბ იაკობიშვილი ;ur. 4 lutego 1992) – gruziński zapaśnik walczący w stylu wolnym. Olimpijczyk z Rio de Janeiro 2016, gdzie zajął dziesiąte miejsce w kategorii 65 kg.
Triumfator mistrzostw świata w 2017; trzeci w 2018, 2021 i 2022. Złoty medalista mistrzostw Europy w 2021 i brązowy w 2017 i 2018; piąty w 2016. Trzeci w Pucharze Świata w 2016; ósmy w 2012 i dziewiąty w 2014. Drugi na ME U-23 w 2015 roku.